# Lista de atletas brasileiros nos Jogos Olímpicos de Inverno de 2002
A lista a seguir discrimina os atletas brasileiros que participaram da Salt Lake City 2002, independentemente de terem logrado êxito na busca por medalhas.
Nos Jogos Olímpicos de Inverno de 2002, os Jogos de Inverno de número XIX, em Salt Lake City, nos Estados Unidos, o Brasil participou de sua vigésima segunda Olimpíada, sendo a quarta participação nos Jogos de Inverno, com 10 atletas (8 homens e 2 mulheres) disputando 4 esportes: esqui alpino e estreou no bobsled, no esqui cross-country e no luge. Nenhuma medalha foi conquistada nessa edição.
Subsedes:
Na cidade sede ocorreram as competições de algumas partidas de hóquei no gelo, patinação artística, patinação de velocidade em pista curta e as cerimônias de abertura e encerramento. As demais competições aconteceram nas subsedes: Deer Valley (esqui alpino e esqui estilo livre); Park City (esqui alpino, saltos de esqui, combinado nórdico, snowboard, bobsled, luge e skeleton); Huntsville (esqui alpino); Wasatch Mountain (biatlo, esqui cross-country e combinado nórdico); Ogden (curling); Provo (algumas partidas de hóquei no gelo); Kearns (patinação de velocidade).
Destaques:
O melhor desempenho da delegação chefiada por Carlos Alberto Fonseca foi o 27.° lugar do quarteto masculino de tripulantes do "bobsled". Na equipe, que ficou conhecida como Os Bananas Congelados, esteve o atleta Matheus Facho Inocêncio que foi o primeiro brasileiro a disputar os Jogos de Inverno e de Verão; outra marca expressiva foi a 48.ª colocação da porta-bandeira Mirella Arnhold conseguida no "esqui slalom gigante".
Abaixo segue a relação dos esportistas brasileiros participantes da Salt Lake City 2002.

## Esqui alpino
Masculino
| Atleta          | Modalidade     | Rodada 1            | Rodada 2            | Total           | Total           | Referências(s) |
| Atleta          | Modalidade     | Resultado Colocação | Resultado Colocação | Resultado final | Colocação final | Referências(s) |
| --------------- | -------------- | ------------------- | ------------------- | --------------- | --------------- | -------------- |
| Nikolai Hentsch | slalom gigante | 1:23.07 70.°        | 1:28.57 DQ 78.°     | DQ              | 78.°            | [ 7 ]          |

Feminino
| Atleta          | Modalidade     | Rodada 1            | Rodada 2            | Total           | Total           | Referências(s) |
| Atleta          | Modalidade     | Resultado Colocação | Resultado Colocação | Resultado final | Colocação final | Referências(s) |
| --------------- | -------------- | ------------------- | ------------------- | --------------- | --------------- | -------------- |
| Mirella Arnhold | slalom gigante | 1:37.44 55.°        | 1:36.30 48.°        | 3:13.74         | 48.°            | [ 8 ]          |

## Bobsled
Masculino
| Atleta                                                                 | Modalidade    | Rodada 1            | Rodada 2            | Rodada 3            | Rodada 4            | Total           | Total           | Referências(s) |
| Atleta                                                                 | Modalidade    | Resultado Colocação | Resultado Colocação | Resultado Colocação | Resultado Colocação | Resultado final | Colocação final | Referências(s) |
| ---------------------------------------------------------------------- | ------------- | ------------------- | ------------------- | ------------------- | ------------------- | --------------- | --------------- | -------------- |
| Cristiano Rogério Paes Edson Bindilatti Eric Maleson Matheus Inocêncio | quatro homens | 48.91 31.°          | 48.76 29.°          | 49.44 27.°          | 49.62 27.°          | 3:16.73         | 27.°            | [ 9 ]          |

## Esqui cross-country
Masculino
| Atleta                  | Modalidade     | Resultado  | Colocação | Referências(s) |
| ----------------------- | -------------- | ---------- | --------- | -------------- |
| Alexander Douglas Penna | clássico 50 km | 3:23:58.70 | 57.°      | [ 10 ]         |

Feminino
| Atleta               | Modalidade     | Resultado | Colocação | Referências(s) |
| -------------------- | -------------- | --------- | --------- | -------------- |
| Franziska Becskehazy | clássico 10 km | 46:46.00  | 57.°      | [ 11 ]         |

## Luge
Masculino
| Atleta           | Modalidade        | Rodada 1            | Rodada 2            | Rodada 3            | Rodada 4            | Total           | Total           | Referências(s) |
| Atleta           | Modalidade        | Resultado Colocação | Resultado Colocação | Resultado Colocação | Resultado Colocação | Resultado final | Colocação final | Referências(s) |
| ---------------- | ----------------- | ------------------- | ------------------- | ------------------- | ------------------- | --------------- | --------------- | -------------- |
| Ricardo Raschini | simples masculino | 46.309 34.°         | 46.977 39.°         | 46.464 37.°         | 56.897 48.°         | 3:16.647        | 45.°            | [ 12 ]         |
| Renato Mizoguchi | simples masculino | 47.773 45.°         | 50.036 48.°         | 53.349 48.°         | 48.742 43.°         | 3:19.900        | 46.°            | [ 12 ]         |